# Dame de tous les Peuples
Les apparitions de la Dame de tous les Peuples, autrement appelées les apparitions d'Amsterdam, désignent les apparitions, reconnues comme fausses par l’Église catholique, qu'aurait reçues la hollandaise Ida Peerdeman à Amsterdam de 1945 à 1959.
En 2020, la Congrégation pour la doctrine de la foi s'est prononcée contre les apparitions et la dévotion associée à la « Dame de tous les Peuples » : « Les apparitions d’Amsterdam sont fausses. La « Dame de tous les Peuples » ne doit pas être vénérée et les fidèles doivent cesser toute propagande ».
Confirmant l'avis négatif non publié de 1974, l'Église catholique s'est officiellement et définitivement prononcée contre le caractère surnaturel du phénomène en 2024. 

## Historique des apparitions de la «Dame de tous les Peuples»
La voyante, Ida Peerdeman, est née le 13 août 1905 à Alkmaar dans une famille modeste. Elle est la cadette d'une famille de cinq enfants. La famille est catholique, mais peu pratiquante. Sa mère décède alors qu'elle est âgée de huit ans . C'est à ce moment que son père installe la famille à Amsterdam. Ida Peerdeman affirme qu'à l'âge de 12 ans, le 13 octobre 1917, dernier jour des apparitions mariales de Fatima, elle aurait bénéficié d'une apparition de la Vierge Marie.
Avant les apparitions de 1945, la jeune femme affirme aussi avoir des « visions de la guerre : elle dit voir le nid d'aigle d'Hitler, Mussolini pendu la tête en bas, la rivière Oder rouge de sang, etc. » René Laurentin et Patrick Sbalchiero rapportent que « des faits inattendus se produisent en sa présence : les aiguilles des horloges tournent à une vitesse anormale, les portes des armoires claquent, un four inutilisé se met à fumer... Certains affirment qu'Ida jouit de pouvoirs parapsychologiques ; d'autres parlent d’infestation diabolique ». Les auteurs indiquent que son confesseur, l'abbé Frehe, a recours à l'exorcisme.
Gerd Schallenberg rapporte qu'Ida Peerdeman aurait eu des visions du diable sans en préciser la date. Pour cet auteur, ces visions sont des « hallucinations », et il émet l'hypothèse que ces phénomènes « sont peut-être des altérations psychotiques de la conscience ».
Du 25 mars 1945, peu avant la fin de la Seconde Guerre mondiale, au 31 mai 1959, la voyante dit bénéficier d'une soixantaine d'apparitions mariales, essentiellement au domicile familial. Ces apparitions se font à des dates irrégulières, avec très peu de témoins. Le récit des événements n'est connu que par le témoignage de la voyante et des rares personnes présentes avec elle. Les visions, comme les « communications reçues », reposent sur le seul témoignage de la voyante.

### Première apparition
Le 25 mars 1945, Ida discute avec ses trois sœurs et le père Frehe dans le salon familial. Elle dit s'être « sentie attirée vers l'autre pièce ». La voyante raconte : « J'ai regardé et j'ai vu d'un coup venir une lumière. Je me suis levée, ne pouvant faire autrement que m'approcher. Le mur disparut à mes yeux, et tout ce qu'il avait là normalement n'y était plus. C'était un océan de lumière sans fond. De cette profondeur, je vis soudain se détacher une forme, une forme vivante, un profil de femme. Je la voyais debout, à ma gauche, au-dessus de moi ; elle était vêtue d'une longue robe blanche et portait une ceinture ; elle avait un air très féminin. Elle se tenait les bras tendus vers le bas, les paumes des mains tournées vers l'extérieur [...] ».
La voyante affirme que l'apparition lui a donné la date de la fin de la guerre en Hollande (5 mai 1945). Elle demande à l'apparition si elle est Marie et elle s'entend répondre : « On m'appellera "la Dame", "Mère" ».

### Apparitions suivantes
Le 29 mars 1946, Ida témoigne d'une vision de la Vierge assise sur une sorte de trône, avec à nouveau l'Enfant Jésus sur ses genoux. Le 26 décembre 1947, la voyante rapporte la vision d'une lumière éblouissante suivie par celle de la Dame qui lui parle de « rudes combats autour et près de Jérusalem » et de « calamités [qui] vont survenir du nord au sud, du sud à l'ouest et de l'ouest à l'ouest. ». Le 7 mai 1949 la Dame annonce que de « lourds nuages s'amasseront sur la basilique du Vatican » et appelle tous les chrétiens à prier pour vaincre le danger.
Le 16 novembre 1950, la voyante rapporte la vision de la Dame debout sur un globe terrestre qui lui fait ainsi comprendre qu'elle souhaite qu'on l'appelle la « Dame de tous les Peuples ». Le 11 février 1951, l'apparition se présente comme « la Dame, Marie, Mère de tous les Peuples » et elle donne une prière que la voyante est chargée de diffuser : « Seigneur Jésus-Christ, Fils du Père, envoie à présent Ton Esprit sur la terre. Fais habiter l'Esprit-Saint dans les cœurs de tous les Peuples, afin qu'ils soient préservés de la corruption, des calamités et de la guerre. Que la Dame de tous les Peuples, qui fut un jour Marie, soit notre Avocate. Amen ».
Le 4 mars 1951, la Dame demande à la voyante de mémoriser la scène de l'apparition afin d'en faire réaliser ultérieurement une image fidèle. Elle l'invite à la toucher. Ida témoigne ainsi : « Il m'est véritablement donné de toucher le contour de sa personne, mais je la sens comme quelque chose d'immatériel [...] Par moments, j'ai l'impression qu'elle est un être humain, à d'autres non ».
Le 1er avril 1951, Ida rapporte que la Dame demande à l'Église catholique de promulguer un nouveau dogme qui, selon la Dame « sera un dogme très contesté. [...] Avec ce dogme, les dogmes mariaux sont accomplis [...] La théologie doit s'effacer devant la cause de mon Fils ». La voyante rapporte que la Dame lui aurait donné comme mission le de « pousser l’Église et les théologiens à s'engager dans cette lutte » pour défendre ce dogme nouveau.
Le 2 juillet 1951, le dogme nouveau aurait ainsi été expliqué par la Dame : « Par la volonté du Père, le Rédempteur est venu dans le monde. Pour cela le Père s'est servi de la Dame. De la Dame, le Rédempteur reçut donc seulement - j'insiste sur le mot "seulement" - la chair et le sang, c'est-à-dire le corps. De mon Seigneur et Maître, le Rédempteur reçut sa divinité. Et c'est ainsi que la Dame est devenue Corédemptrice. »
À nouveau, 8 décembre 1952 et le 10 mai 1953, l'apparition aurait réclamé de la voyante qu'elle « insiste auprès du pape pour que ce dogme soit proclamé rapidement ». Un an plus tard, le 31 mai, Ida dit avoir une vision de la proclamation du dogme dans la basilique Saint-Pierre de Rome,.

### Dernières apparitions
Dans la nuit du 18 février 1958, l'apparition aurait annoncé à Ida la date de la mort du pape Pie XII en lui demandant de la garder secrète. La voyante « note le fait sur un papier » qu'elle met dans une enveloppe scellée. À l'annonce de la mort du pape, elle demande à son confesseur de transmettre cette lettre scellée au Saint-Siège.
La Dame indique l'endroit où elle désire que son sanctuaire soit construit dans une rue d'Amsterdam, le Zuidelijke Wandelweg (nl). C'est là que le 31 mai 1958, Ida dit avoir une dernière apparition de la Dame « dans toute sa gloire » qu'elle décrit « ceinte d'une couronne, scintillant de toutes parts, plus belle que la plus belle couronne de diamants, puis [elle voit] le Christ dans une lumière éclatante ».
Outre ces apparitions, la voyante aurait vécu de 1958 à 1984 une série d'« expériences eucharistiques »,.

## Jugements de l’Église catholique sur les apparitions

### Non constat de supernaturalité de 1956
Une première enquête officielle est ouverte par l'évêque diocésain en 1956. La commission rend un avis négatif. le 7 mai 1956. Le nouvel évêque de Haarlem, Johannes Huibers (nl), déclare qu'il « n'a pas constaté le caractère surnaturel des apparitions » (non constat de supernaturalitate). Il interdit la diffusion de textes les présentant comme telles et la vénération publique du tableau de la « Dame de tous les Peuples ». « Des critiques s'élèvent contre cette décision ». L'évêque réitère son avis négatif le 2 mars 1957 que le Saint-Office confirme le 13 mars 1957.
À nouveau, à la demande de l'évêque de Haarlem le 29 mars 1972, l'avis négatif est confirmé par la Congrégation pour la Doctrine de la foi le 24 mai.

### Constat de non supernaturalité en 1974 et 2024
Deux ans plus tard, le 25 mai 1974, « après un examen nouveau et plus approfondi du cas », la Congrégation pour la Doctrine de la foi :

« confirme le bien-fondé du jugement déjà porté par l’autorité ecclésiastique compétente. En outre, elle invite les prêtres et les laïcs à cesser toute propagande sur les prétendues apparitions et révélations de la « Dame de tous les Peuples », en les exhortant tous à exprimer leur dévotion à Marie, Reine de l’univers (cf. Encycl. Ad caeli Reginam, AAS 1954, 625-640) sous les formes reconnues et recommandées par l’Église. »

— ,,,
Les cardinaux membres se prononcent à l'unanimité contre le caractère surnaturel des apparitions (constat de non supernaturalitate) et la poursuite de l'étude des phénomènes. Leur avis, qui avait été approuvé par le pape Paul VI le 5 avril 1974, n'est cependant pas rendu public,.
En contradiction avec les avis précédents et sans consulter le Saint-Siège, Joseph Maria Punt, évêque de Haarlem-Amsterdam, reconnaît 31 mai 2002 le caractère surnaturel des apparitions de la « Dame de tous les Peuples »,. Cette reconnaissance par l'évêque concerne exclusivement les apparitions et non l'authenticité de tous les messages reçus par la voyante, en particulier la demande d'un nouveau dogme marial,.
Le 15 septembre 2020, l'agence I.Media rapporte qu'à la suite d'une question posée par le cardinal Bechara Boutros Rahi, la Congrégation pour la doctrine de la foi a répondu le 20 juillet 2020 par une lettre qui affirme que « les apparitions d’Amsterdam sont fausses. La « Dame de tous les Peuples » ne doit pas être vénérée et les fidèles doivent cesser toute propagande ». La même question posée par la Conférence épiscopale des Philippines en 2005 avait reçu la même réponse.
Le 11 juillet 2024, le Dicastère pour la Doctrine de la foi rend public, avec l'approbation du pape François, le jugement des cardinaux membres qui à l'unanimité et de manière définitive avaient émis en 1974 un constat de non supernaturalitate. C'est le jugement le plus négatif sur une apparition qui a été retenu en application des nouvelles normes procédurales pour le discernement des apparitions ou révélations présumées,.

## Diffusion de la dévotion de la «Dame de tous les Peuples»

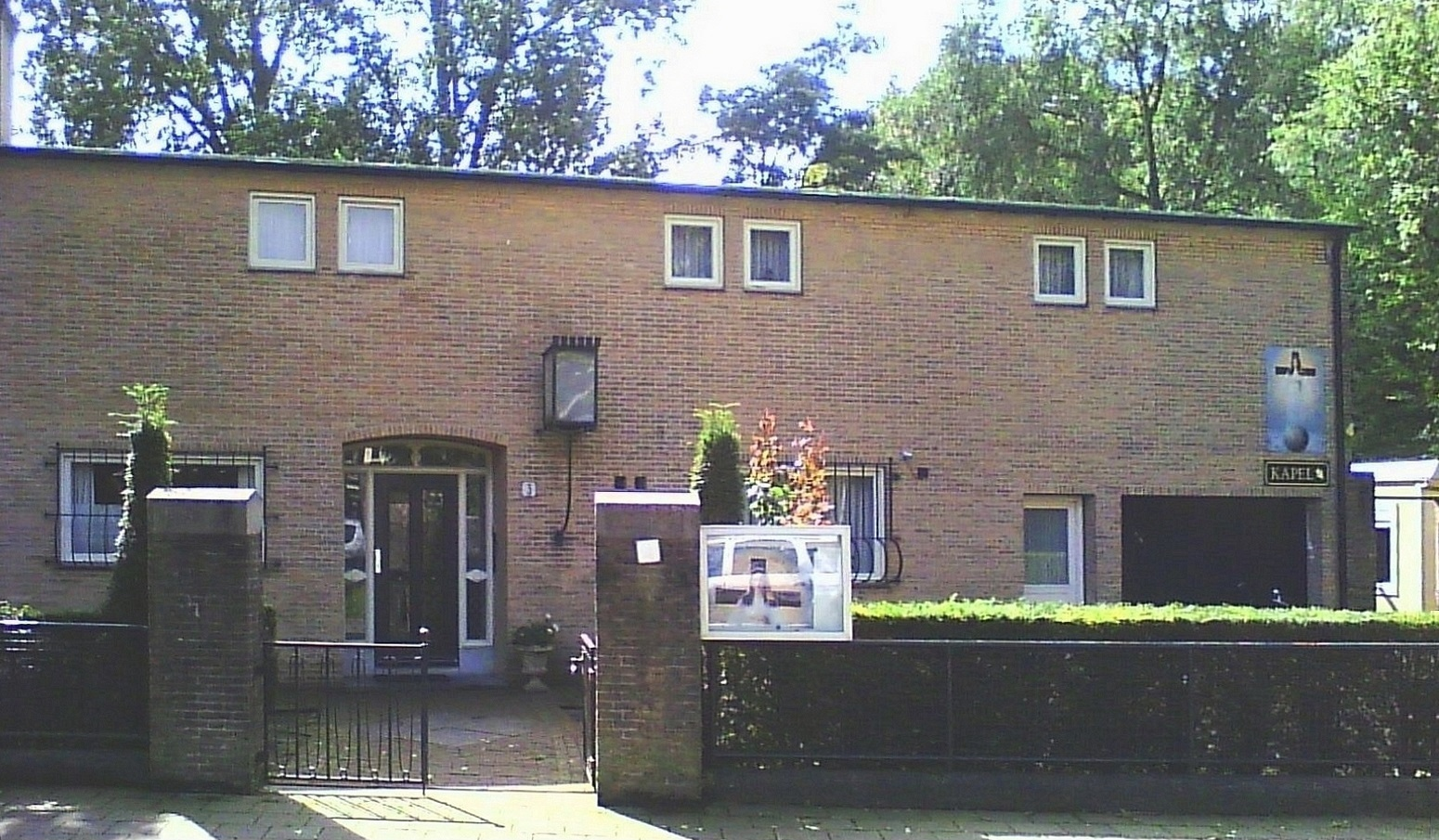
Chapelle de la Dame de toutes les Nations à Amsterdam (Pays-Bas).

En mars 1945, la « Dame », demande à Ida de diffuser une première prière pour hâter la fin de la guerre. Le 11 février 1951, Ida reçoit une seconde prière, qui sera connue comme « la prière de la Dame de tous les Peuples », ainsi qu'une vision d'une représentation de la Vierge Marie. La voyante dit avoir la charge de diffuser cette dévotion parmi les chrétiens.
Johannes Huibers, évêque au moment des apparitions d'Ida Peerdeman, donne initialement son approbation à cette prière. Néanmoins, le 7 mai 1956, après avoir examiné attentivement les prétendues apparitions et révélations de « Notre-Dame de tous les Peuples », il revient sur sa décision et déclare n’avoir trouvé « aucune preuve du caractère surnaturel des apparitions »
En 1959, des adeptes de la « Dame de tous les Peuples » achètent un terrain à Amsterdam au Diepenbrockstraat (nl) et y font ériger la « chapelle de la Dame de tous les Peuples » dans laquelle se trouve un tableau représentant l'apparition.
Ésotériste féru de prophéties en tous genres, Raoul Auclair donne une conférence à Paris le 19 février 1966 pour présenter les apparitions d'Amsterdam. « Traduite en plusieurs langues, son intervention diffuse la "prière" reçue par Ida » qui reçoit l'imprimatur de plusieurs évêques,. 
Certains évêques, comme Pavol Mária Hnilica, se font les ardents promoteurs de la dévotion à la « Dame de tous les Peuples ». L'association de fidèles la Famille de Marie, cofondée par lui et Gebhard Paul Maria Sigl, s'emploie à la diffuser,.
Le 31 mai 1996, l’évêque de Haarlem-Amsterdam, Henrik Bomers (nl), procède au couronnement d'une statue associée à la dévotion, « sans que cela implique une reconnaissance du caractère surnaturel des apparitions ». Il fait paraître une note dans laquelle il établit une distinction entre les apparitions elles-mêmes, dont le caractère surnaturel n'est pas établi, et la dévotion à la « Dame de tous les Peuples ». Joachim Bouflet et Philippe Boutry jugent dans leur ouvrage paru en 1997 que « le témoignage donné par la voyante Ida Peerdeman, au fil d'une vie d'effacement a pesé d'un grand poids dans la reconnaissance du culte de La Dame de tous les Peuples ».
Ida Peerdeman décède le 17 juin 1996 à 90 ans. Ses funérailles sont célébrées par l'évêque d'Haarlem dans la chapelle de la « Dame de tous les peuples ».

### Symbolique du tableau de la «Dame de tous les Peuples»
Le tableau représentant la « Dame de tous les Peuples » a été ainsi expliqué par les promoteurs de cette dévotion, notamment Gebhard Paul Maria Sigl :
- La dame se tient sur le globe terrestre « parce qu'elle veut qu'on l'appelle Dame de tous les Peuples ». En 1996, Joseph Maria Punt déclare : « Pour le culte public de Marie sous ce titre (de Mère de tous les Peuples),[...] nous pensons que précisément ce titre jette une claire lumière sur la maternité universelle de Marie et sur son rôle unique et féminin dans le plan de salut du Seigneur »[21].
- La dame se tient devant la Croix, car « il va survenir sur le monde une grande lutte spirituelle et de nouveau, l'humanité est appelée à retourner à la Croix ». La Mère « nous introduit dans un temps nouveau, le temps du Saint-Esprit ». Elle veut faire venir maintenant le Saint-Esprit sur les peuples, c'est pourquoi elle se tient devant la Croix comme « Corédemptrice, Médiatrice et Avocate »[22].
- Les mains transpercées symbolisent la Vierge souffrante au pied de la croix, Notre-Dame des Douleurs, « traduisant l'union inséparable de la Corédemptrice au Rédempteur »[23].
- Les trois rayons lumineux qui jaillissent des mains transpercées de la Vierge symbolisent Grâce, la Rédemption et la Paix que Dieu donne à son peuple, par l'intermédiaire de la Vierge[23].
- Les brebis, blanches et noires, symbolisent tous les peuples, toutes les races vivant sur Terre. Tous ont Marie pour mère et avocate[23].

En juillet 2005, la Congrégation pour la doctrine de la foi (CDF) demande la modification de la prière associée au phénomène : l’expression théologiquement erronée « qui fut un jour Marie » est remplacée par « la Sainte Vierge Marie ». Cette intervention de la Congrégation est interprétée à tort par les partisans des apparitions comme une approbation tacite de la décision de la reconnaissance de Joseph Maria Punt en mai 2002.

### Rejet de la dévotion par l’Église catholique
Le 17 septembre 2020, à l'annonce par l'agence I.Media que la CDF s'est prononcée négativement sur la caractère surnaturel des apparitions et contre la promotion de la dévotion associée, l'évêque du diocèse d'Haarlem-Amsterdam dément dans un premier temps l'information et rappelle le soutien du pape François donné sous la forme d'une bénédiction apostolique aux fidèles participant à une journée internationale de prière en l'honneur de la « Dame de tous les Peuples » en 2019.
Le 30 décembre 2020, après consultation de la CDF et en accord avec elle, l'évêque du diocèse, Johannes Hendriks (nl), confirme l'information donnée par I.media, :

« La Congrégation [...] corrobore la validité du jugement négatif sur le caractère surnaturel des soi-disant (sic) « apparitions et révélations » à Madame Ida Peerdeman, jugement qui fut approuvé par saint Paul VI le 05/04/1974 et publié le 25/05/1974. Ce jugement comprend l’exigence faite à tous de cesser toute diffusion des soi-disant (sic) apparitions et révélations de la Dame de tous les Peuples. Il s’ensuit que l’usage de l’image et de la prière ne peut en aucune manière être considéré - même implicitement - comme une reconnaissance du caractère surnaturel des évènements en question. »

L'évêque précise que la CDF ne refuse pas l'usage du simple titre de « Femme », « Dame » ou « Mère de tous les Peuples » « dans la mesure où il est clairement distinct de la reconnaissance des soi-disant apparitions. Si l’on invoque la Vierge Marie sous ce titre, les pasteurs et les fidèles sont tenus de veiller à ce que toute forme de cette dévotion n’ait aucun rapport même implicite avec de soi-disant apparitions ou révélations. ».

### Liens supposés avec d'autres apparitions mariales
Les apparitions d'Amsterdam auraient des liens supposés avec d'autres apparitions mariales.
En juillet 1973, une religieuse d'un couvent d'Akita au Japon, sœur Agnès Sasagawa Katsuko , dit avoir entendu une voix provenant d'une statue en bois à l'effigie de la « Dame de tous les Peuples » qui lui aurait délivré trois messages. Après enquête, l'évêque du lieu Johannes Shōjirō Itō (ru) reconnaît le caractère surnaturel des phénomènes le 22 avril 1984,.
De 1976 à 1984, la Vierge serait apparue près de la ville de Cúa au Venezuela à Maria Esperanza Medrano de Bianchini et se serait présentée comme la « Réconciliatrice de tous les Peuples ». Les apparitions mariales de Betania sont reconnues par l'ordinaire du lieu le 21 novembre 1987.

## Phénomènes sectaires liés à la «Dame de tous les Peuples»

### L'Armée de Marie
Par l'intermédiaire de Raoul Auclair, apologiste des apparitions d'Amsterdam, Ida Peerdeman rencontre en 1971 Marie-Paule Giguère qui fonde la même année au Canada l'Armée de Marie. Marie-Paule Giguère affirme recevoir en révélation qu'elle est, selon sa formule, la « réincarnation » de la « Dame de tous les Peuples », et reçoit le soutien prudent en 1974 de Petrus Canisius van Lierde, vicaire général pour la cité du Vatican, compatriote d'Ida Peerdeman. L'Armée de Marie est canoniquement reconnue en 1975 par l'archevêque de Québec, Maurice Roy. Les hérésies contenues dans les écrits de Marie-Paule Giguère et de son entourage conduisent le successeur de Maurice Roy, le cardinal Louis-Albert Vachon à révoquer en 1987 la reconnaissance canonique de l'Armée de Marie. Le mouvement continue cependant ses activités sous le nom de « Communauté de la Dame de tous les Peuples » à partir de 2000. Après l'ordination illicite et invalide en son sein de six prêtres et diacres, la fondatrice et son entourage sont excommuniés par la Congrégation pour la doctrine de la foi en 2007. Elle est tenue comme une secte schismatique par l’Église catholique,,.

### La Famille de Marie
Ida Peerdemann a été l'amie de Gebhard Paul Maria Sigl, fondateur de la Famille de Marie avec Pavol Mária Hnilica, évêque in partibus de Rusadus. Centrée sur la dévotion à la « Dame de tous les Peuples », dont Sigl est l'un des principaux promoteurs, la Famille de Marie a connu de graves dérives sectaires qui l'ont fait placer en juin 2022 sous la tutelle de deux commissaires apostoliques dans la perspective d'une réforme en profondeur ou d'une dissolution pure et simple,.